# Puijo
Puijo (fiń. Puijon hyppyrimäet) – kompleks skoczni narciarskich w pobliżu Kuopio (Finlandia). Znajdują się tutaj cztery skocznie o punktach konstrukcyjnych: K120, K90, K65, K28.
Wszystkie obiekty wyposażone są w igelit oraz sztuczne oświetlenie. Na największej z nich organizowane były zawody Pucharu Świata w skokach narciarskich. Na skoczniach często odbywają się również zawody krajowe z mistrzostwami Finlandii włącznie.

## Historia
Pierwszy konkurs skoków narciarskich w Kuopio odbył się jeszcze w XIX w., w 1886 r. Jednak poprawnie skonstruowana skocznia została tu zbudowana dopiero w wieku XX, a dokładnie w 1901 i miała długość 13,5 metra.
Pierwsza skocznia na wzgórzu Puijo stanęła w 1911. W 1926 powstała tam nowa, mają 29 metrów długości, zaś 3 lata później, 45-metrowy obiekt. W 1949 gotowa już była duża skocznia. Jej pierwszy rekord, 86 metrów, ustanowił w 1951, w obecności 51 000 widzów Matti Pietikäinen.
Jeszcze w tej samej dekadzie osiągane tu odległości zwiększyły się do 90 metrów, a później do 100 metrów. W latach 70. obiekt został wyposażony w matę umożliwiającą oddawanie skoków latem. Wtedy to skocznia była centrum letniego treningu, aż do 1982, kiedy specjalnie na MŚ Juniorów '83 zastąpiono ją nową, jeszcze większą.

## Skocznia HS127

### Parametry skoczni
- Punkt konstrukcyjny: 120 m
- Wielkość skoczni (HS): 127 m
- Rekord skoczni: 136 m -  Daniel-André Tande (22.02.2016)[1]
- Najdłuższy skok: 136 m -  Anže Lanišek (23.08.2015)
- Długość rozbiegu: 92 m
- Nachylenie rozbiegu: 35°
- Długość progu: 6,63 m
- Nachylenie progu: 10,9°
- Wysokość progu: 3 m
- Nachylenie zeskoku: 35,2°

### Rekordziści skoczni
| Lp. | Data             | Zawodnik           | Odległość | Zawody                     | Uwagi              |
| --- | ---------------- | ------------------ | --------- | -------------------------- | ------------------ |
| 1.  | 1951             | Matti Pietikäinen  | 86,0 m    |                            |                    |
| 2.  | 3 marca 1998     | Takanobu Okabe     | 120,0 m   | Puchar Świata              |                    |
| 3.  | 4 marca 1998     | Wolfgang Loitzl    | 123,0 m   | Puchar Świata              |                    |
| 4.  | 4 marca 1998     | Matti Hautamäki    | 123,0 m   | Puchar Świata              | wyrównanie rekordu |
| 5.  | 4 marca 1998     | Kristian Brenden   | 123,5 m   | Puchar Świata              |                    |
| 6.  | 4 marca 1998     | Noriaki Kasai      | 127,5 m   | Puchar Świata              |                    |
| 7.  | 4 marca 1998     | Masahiko Harada    | 135,5 m   | Puchar Świata              |                    |
| 8.  | 21 lipca 2009    | Harri Olli         | 135,0 m   |                            | rekord letni       |
|     | 4 sierpnia 2013  | Jakub Janda        | 135,5 m   | Letni Puchar Kontynentalny | skok nieustany     |
|     | 23 sierpnia 2015 | Anže Lanišek       | 136,0 m   | Letni Puchar Kontynentalny | skok nieustany     |
| 9.  | 22 lutego 2016   | Daniel-André Tande | 136,0 m   | Puchar Świata              |                    |

## Skocznia HS100

### Parametry skoczni
- Punkt konstrukcyjny: 92 m
- Wielkość skoczni (HS): 100 m
- Rekord skoczni: 106 m -  Simon Ammann (10.03.2015)
- Najdłuższy skok: 106,5 m -  Stefan Kraft (10.03.2015)
- Długość rozbiegu: b.d.
- Nachylenie rozbiegu: b.d.
- Nachylenie progu: 11°
- Wysokość progu: b.d.
- Nachylenie zeskoku: 38°

## Galeria

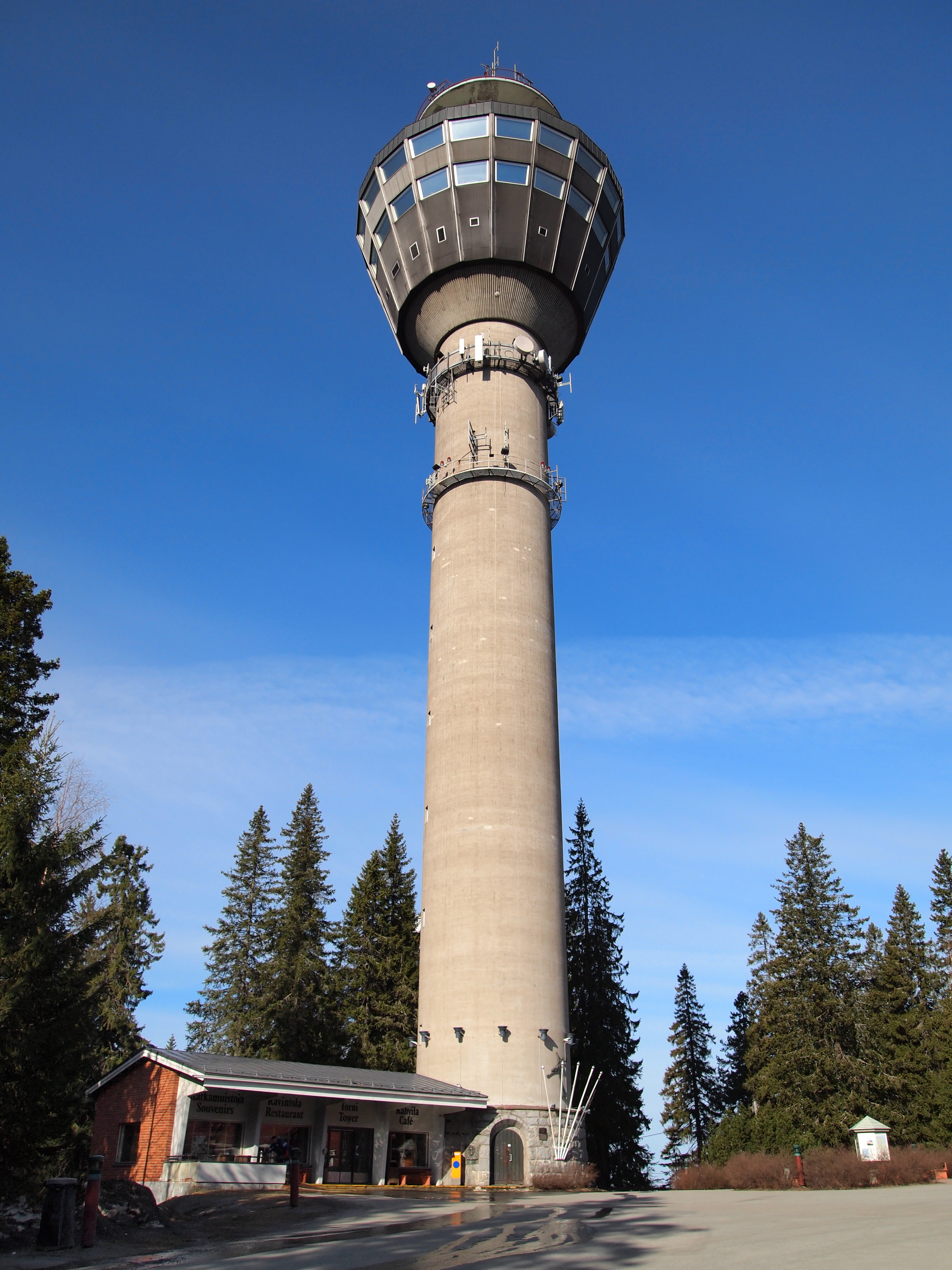
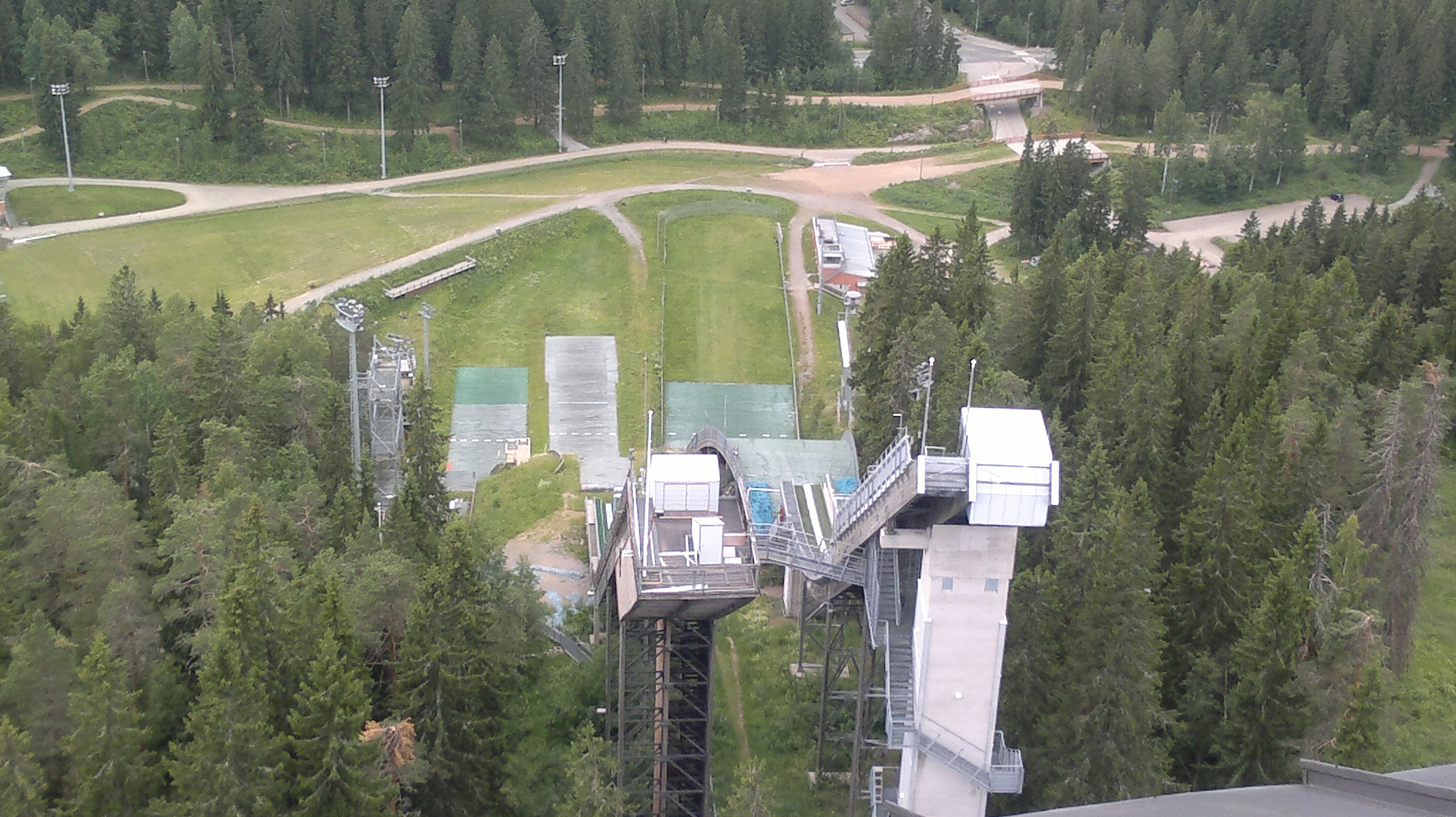
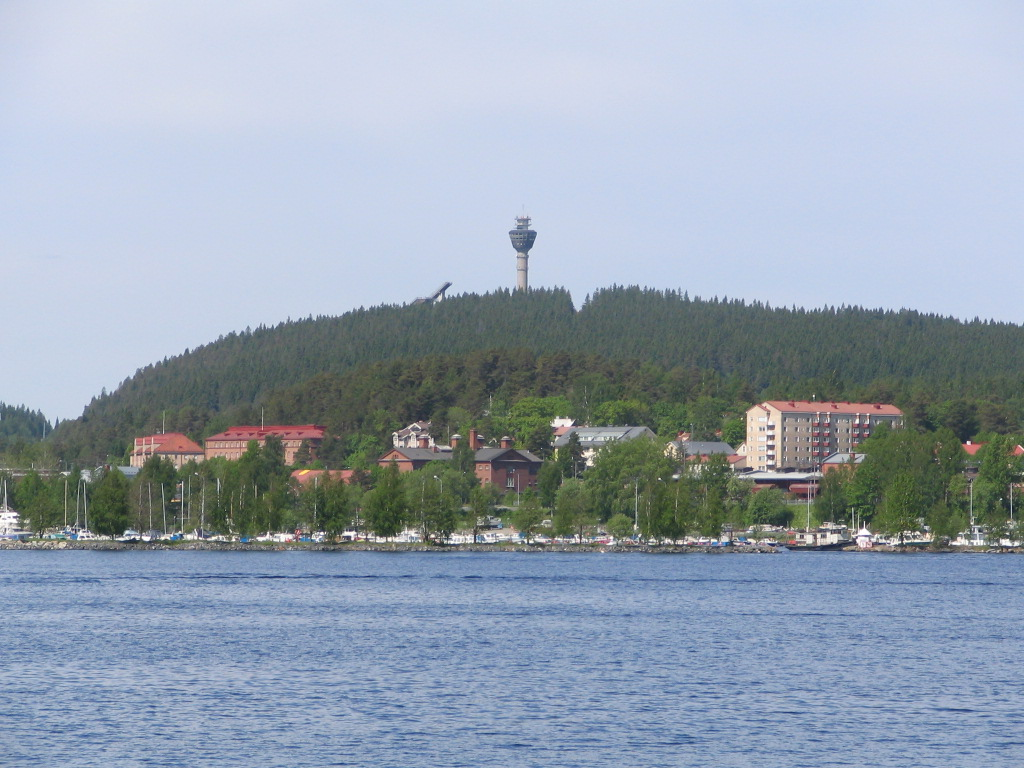